# Praetaxila eromena
Praetaxila eromena is een vlindersoort uit de familie van de prachtvlinders (Riodinidae), onderfamilie Nemeobiinae.
Praetaxila eromena werd in 1912 beschreven door Jordan.